# Standortübungsplatz Kirchholz (Bad Reichenhall)
Standortübungsplatz Kirchholz (Bad Reichenhall) este o arie protejată (arie specială de conservare — SAC, sit de importanță comunitară — SCI) din Germania întinsă pe o suprafață de 116,18 ha, integral pe uscat.

## Localizare
Centrul sitului Standortübungsplatz Kirchholz (Bad Reichenhall) este situat la coordonatele 47°44′05″N 12°54′15″E / 47.7347°N 12.9042°E.

## Înființare
Situl Standortübungsplatz Kirchholz (Bad Reichenhall) a fost declarat sit de importanță comunitară în martie 2001 pentru a proteja 3 specii de animale. Situl a fost protejat și ca arie specială de conservare în aprilie 2016.

## Biodiversitate
Situată în ecoregiunea continentală, aria protejată conține 4 habitate naturale: Liziere de ierburi înalte hidrofile de câmpie și de nivel montan până la alpin, Fânețe de joasă altitudine (Alopecurus pratensis, Sanguisorba officinalis), Păduri de fag Asperulo-Fagetum, Păduri aluvionare cu Alnus glutinosa și Fraxinus excelsior (Alno-Padion, Alnion incanae, Salicion albae).
La baza desemnării sitului se află mai multe specii protejate:
- amfibieni (1): izvoraș-cu-burta-galbenă (Bombina variegata)
- nevertebrate (2): fluturele flitirar (Euphydryas maturna), Euplagia quadripunctaria

Pe lângă speciile protejate, pe teritoriul sitului au mai fost identificate 1 specie de amfibieni, 1 specie de mamifere, 1 specie de reptile.